# Казеки
Казе́ки (біл. Казекі) — село (веска) в складі Оршанського району розташоване в Вітебської області Білорусі. Село підпорядковане Зубревіцькій сільській раді.
Село Казекі розташоване на півночі Білорусі, у південній частині Вітебської області.